# Pont Sinamalé
Le pont Sinamalé est un pont des Maldives qui relie les îles de Malé et de Hulhulé, où se trouve l'aéroport international, et au-delà de Hulhumalé, une zone urbaine en pleine expansion.

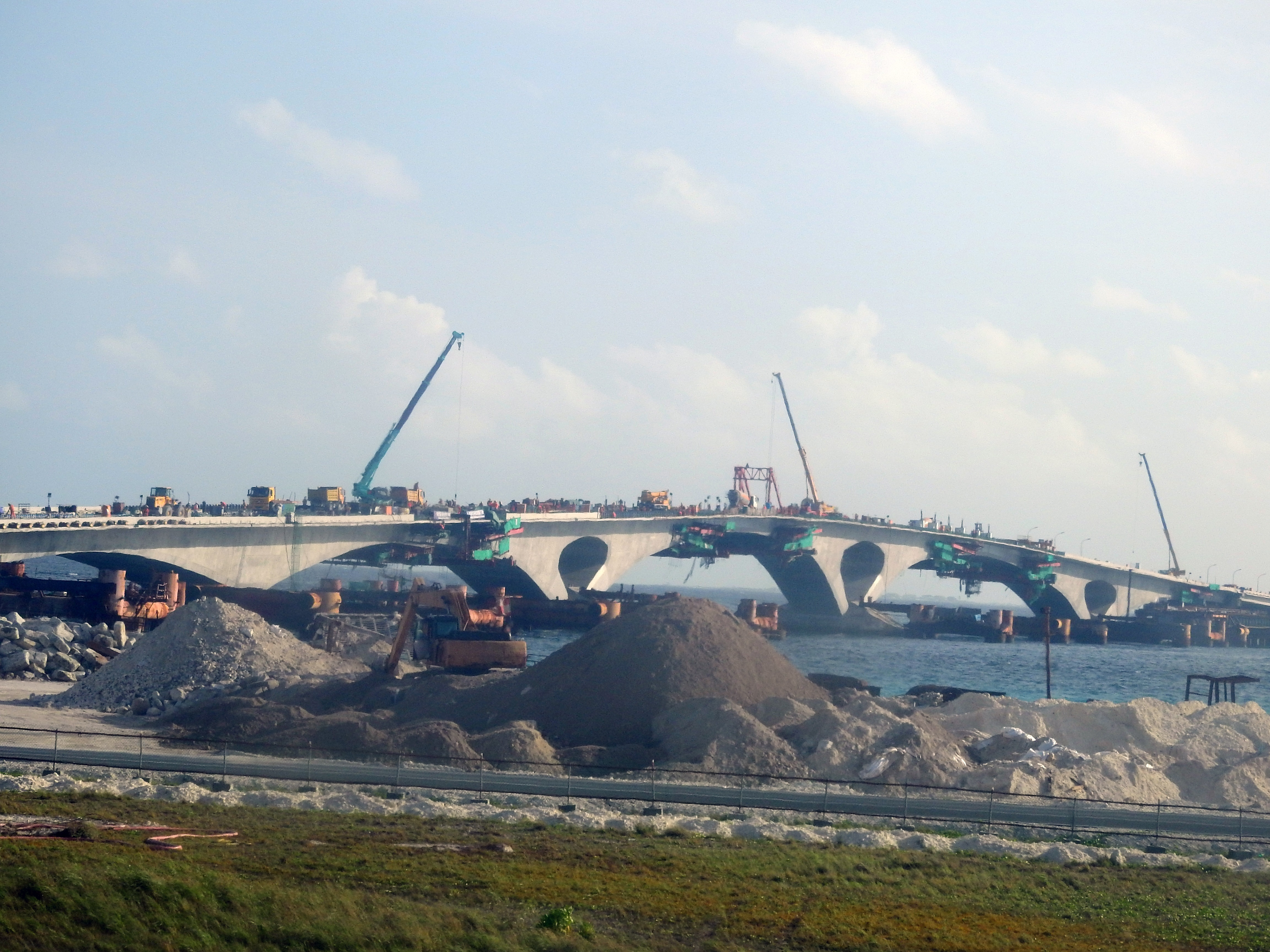
Vue du pont en construction en 2018.